# RavennaPoesia
RavennaPoesia è un'associazione culturale nata a Ravenna nel 1979 con il fine di diffondere l'interesse e il gusto per la poesia. In un trentennio di attività ha dato vita a collaborazioni con grandi personalità della letteratura italiana come Mario Luzi e Andrea Zanzotto, con enti e fondazioni come Ravenna Festival, con editori specializzati come Crocetti, e ha portato in tournée recital e spettacoli con successo di pubblico e di stampa.
Dal 2010, grazie alla produzione di audiolibri in partnership con editori digitali, l'associazione è presente sui maggiori store internazionali, tra cui iTunes e Amazon.

## Storia
Il 14 settembre 1979, da un'idea di Maria Giovanna Maioli e Paola Rossi Gazzoni, ha luogo la prima edizione del Mercatino della Poesia, una manifestazione di piazza con bancarelle di libri e letture poetiche in libertà. Dopo alcuni anni che vedono avvicendarsi poeti più o meno noti insieme ai protagonisti della poesia italiana, la kermesse si trasforma in uno spettacolo vero e proprio fino ad approdare al Teatro Alighieri di Ravenna.
L'associazione, costituita nel 1994, assume nel 2004 l'attuale denominazione di RavennaPoesia, a riconoscimento dello strettissimo legame con le istituzioni e la vita culturale della città. Maria Giovanna Maioli ne è il presidente e direttore artistico.

## Obiettivi
Operando con sostegno pubblico e privato, RavennaPoesia persegue il suo fine statutario di diffondere l'interesse e il gusto per la poesia sia mediante l'organizzazione di un tradizionale spettacolo annuale e di numerosi eventi collaterali, sia mediante la produzione di audiolibri.

## Attività

### Eventi
L'evento principale di RavennaPoesia è lo spettacolo annuale che si tiene in ottobre al Teatro Alighieri o al Palazzo dei Congressi. La formula prevede la presentazione di testi poetici, ma anche di prosa e teatro, scelti in base a un tema e interpretati da lettori professionisti spesso in abbinamento a musiche, e la partecipazione di uno o più ospiti, dalle voci di rilevanza locale alle personalità di fama internazionale. Si ricordano fra i maggiori successi le edizioni del 2001 (Sempre mi torna al cuore il mio paese, con Tonino Guerra), del 2004 (Novecento, con Mario Luzi), del 2007 (W VERDE!, con Dacia Maraini) e del 2010 (Delitti & Detective: notte bianca per anime nere, con Eraldo Baldini, Danila Comastri Montanari e Giulio Leoni).
Accolta da una vasta affluenza di pubblico è la serie di eventi incentrati su una personalità che unisce mondo della cultura e dello spettacolo: Gene Gnocchi nel 2011, Valerio Massimo Manfredi nel 2012, Alessandro Bergonzoni nel 2013, David Riondino nel 2014, Moni Ovadia nel 2015, Dacia Maraini nel 2016.
Numerosi eventi collaterali si svolgono nel corso dell'anno: avvenimenti speciali come la messa in scena della Passione di Mario Luzi nelle giornate pasquali, o recital a programma all'interno di manifestazioni come Ravenna Festival. Gli appuntamenti mensili della Stagione di Poesia ospitano incontri con autori e artisti e presentazioni di libri.

### Audiolibri
Nei suoi audiolibri, realizzati in partnership con lo studio Parametri Musicali e l'editore Quondam e distribuiti sui maggiori store internazionali, RavennaPoesia presenta opere di poesia, narrativa, teatro e filosofia con interpreti professionisti e, in alcuni casi, musiche originali.
Shakespeariana raccoglie i grandi monologhi di Shakespeare nell'interpretazione di Sandro Lombardi. Le opere di maggior respiro sono le edizioni integrali dei Vangeli e dell'Iliade, nella versione classica rispettivamente di Niccolò Tommaseo e di Vincenzo Monti. Leopardiana, Pascoliana e Dannunziana offrono la migliore produzione di tre giganti della poesia italiana. Orchi e Fate e La Bella e la Bestia propongono celebri fiabe nella traduzione di Carlo Collodi. Harmonia Mundi è una raccolta di poesie di grandi autori italiani sul tema della natura. La Passione un poema in musica per 4 voci recitanti sul testo di Mario Luzi, con colonna sonora di Giancarlo Di Maria. Una produzione speciale è Edipo re di Sofocle, per 9 voci e orchestra digitale, con cast completo diretto da Gabriele Marchesini e colonna sonora di Giancarlo Di Maria. L'audiolibro Danza del ventre a Tel Aviv, dedicato alla produzione in versi della poetessa israeliana Karen Alkalay-Gut, è presentato sia in versione originale inglese, interpretata dall'autrice, sia in versione italiana, interpretata da Paola Ravaglia.

### Iniziative per l'infanzia
Nel 2009 RavennaPoesia inaugura alcune iniziative dedicate al mondo dell'infanzia. La Pentola d'Oro (format originale di RavennaPoesia) è un "minifestival per piccoli lettori di poesie" in cui i bambini gareggiano per la migliore interpretazione di testi poetici.
Nel 2013 nasce la Piccola Accademia della Poesia (PAP), pensata come ideale sviluppo della Pentola d'Oro. Alle lezioni del corso i bambini partecipanti imparano a leggere ad alta voce e a interpretare testi di poesia e anche di prosa. Obiettivo del corso è avvicinarli alla letteratura in modo divertente e insieme formativo, per far emergere talenti e passioni. A coronamento del ciclo annuale di lezioni, i giovanissimi allievi della PAP sono protagonisti del tradizionale spettacolo natalizio: Tutti pazzi per Alice nel 2015 e Tutti pazzi per Pinocchio nel 2016, adattamenti in versi di Galilea Maioli, sono stati portati in scena con grande successo di pubblico al Salone delle Feste di Palazzo Rasponi.

## Persone

### Direttore artistico
Padovana di nascita e ravennate di adozione, Maria Giovanna Maioli si è specializzata in recital di poesia dopo una carriera concertistica come cantante di musica da camera. È stata lettrice di Eugenio Montale. Ha curato antologie per vari editori, tra i quali Crocetti.

### Interpreti
La compagnia degli interpreti di RavennaPoesia è costituita, oltre che da Maria Giovanna Maioli, da Gabriele Marchesini (anche regista dello spettacolo annuale), Franco Costantini, Renzo Morselli, Paola Ravaglia, Alessandra Cortesi, Sandra Costantini.
Eventi e progetti speciali hanno visto la partecipazione di attori come Sandro Lombardi, Ivano Marescotti e altri.

### Ospiti
Nell'ambito delle sue attività, RavennaPoesia ha portato in scena dal 1979 molti nomi eccellenti della cultura e dello spettacolo: Andrea Zanzotto, Mario Luzi, Maria Luisa Spaziani, Amelia Rosselli, Tonino Guerra, Dacia Maraini, Maurizio Cucchi, Vivian Lamarque, Sebastiano Vassalli, Roberto Pazzi, Margherita Guidacci, Davide Rondoni, Giorgio Celli, Gene Gnocchi, Valerio Massimo Manfredi, Alessandro Bergonzoni, David Riondino, Paolo Nori, Moni Ovadia, Jolanda Insana, Paolo Ruffilli, Gabriella Sica, Valerio Magrelli, Roberto Piumini, Gianni D'Elia, Roberto Mussapi, Gian Ruggero Manzoni, Gregorio Scalise, Valentino Zeichen e tanti altri.